# Le Kremlin-Bicêtre
Le Kremlin-Bicêtre é uma comuna francesa na região administrativa da Ilha-de-França, no departamento de Val-de-Marne. Estende-se por uma área de 1,54 km², com 23 724 habitantes, segundo os censos de 2004, com uma densidade de 15 405 hab/km².

## Ensino superior
- E-Artsup
- École pour l'informatique et les techniques avancées
- EPITECH
- Coding Academy
- IONIS School of Technology and Management
- Web@cademie

## Demografia
| 1793 | 1800 | 1806 | 1821 | 1831 | 1836 | 1841 | 1846 | 1851 |
| ---- | ---- | ---- | ---- | ---- | ---- | ---- | ---- | ---- |
| ...  | ...  | ...  | ...  | ...  | ...  | ...  | ...  | ...  |

| 1856 | 1861 | 1866 | 1872 | 1876 | 1881 | 1886 | 1891 | 1896   |
| ---- | ---- | ---- | ---- | ---- | ---- | ---- | ---- | ------ |
| ...  | ...  | ...  | ...  | ...  | ...  | ...  | ...  | 10 804 |

| 1901   | 1906   | 1911   | 1921   | 1926   | 1931   | 1936   | 1946   | 1954   |
| ------ | ------ | ------ | ------ | ------ | ------ | ------ | ------ | ------ |
| 11 830 | 13 018 | 14 907 | 16 830 | 18 911 | 17 453 | 17 038 | 14 072 | 15 618 |

| 1962 | 1968   | 1975   | 1982   | 1990   | 1999   | - | - | - |
| --- | ------ | ------ | ------ | ------ | ------ | - | - | - |
| 18 834 | 20 798 | 20 061 | 17 543 | 19 348 | 23 724 | - | - | - |
| Para os censos de 1962 a 2006 a população legal corresponde à popolução sem duplicidades, segundo define o INSEE. |        |        |        |        |        |   |   |   |